# Stazione di Gravina in Puglia
Stazione di Gravina in Puglia vasútállomás Olaszországban, Gravina in Puglia településen.

## Vasútvonalak
Az állomást az alábbi vasútvonalak érintik:
- Rocchetta Sant'Antonio-Gioia del Colle-vasútvonal

## Kapcsolódó állomások
A vasútállomáshoz az alábbi állomások vannak a legközelebb:
- Stazione di Altamura
- Stazione di Poggiorsini